# ブレントフォードFC
ブレントフォードFC（Brentford Football Club）は、ロンドンのハウンズロー地区、ブレントフォードを本拠地とするサッカークラブ。2021-22シーズンからはプレミアリーグに在籍している。
現在、イングランドの1部リーグであるプレミアリーグに所属している。同じ西ロンドンにチェルシーFC、フラムFC、クイーンズ・パーク・レンジャーズFC（QPR）が存在する。チェルシーとは同じカテゴリにほとんど在籍したことがなく、フラムとQPRをライバルと見なす傾向にある。愛称は The Bees（ハチ）。

## 概要

### 歴史
1889年、ブレントフォードローイングクラブの選手達が冬の間サッカーをプレーできるように設立された。1904年からグリフィン・パークをスタジアムとして使い始める。設立当初は結果を出せなかったものの、1929-30シーズンにはフットボールリーグディヴィジョン3のホームマッチを全勝で終え、32-33シーズンにはディヴィジョン2に昇格した。1933-35シーズンにはクラブ史上初めてディヴィジョン1に昇格し、46-47に降格するまで、世界大戦をはさんで5シーズン間、イングランドのトップリーグでプレーした。
第二次世界大戦以降のブレントフォードは、主に3部リーグと4部リーグの間を行き来している。そんな中、1985年にフットボールリーグトロフィー決勝に進出し、1989年にはFAカップ準々決勝に進出した。2000-01、2004-05、2005-06シーズンは3部リーグの上位に食い込いこんだが、いずれもプレーオフで負け、2部リーグ（現チャンピオンシップ）への昇格を逃している。
2006年にはサポーターグループ、Bees Unitedがクラブの買収に成功し、グレッグ・ダイクを会長に任命した。個人の投資家ではなく、サポーターがチームを保有するというイングランドでは珍しい体質のクラブとなった。
2012年、プロのギャンブラーで統計分析会社SmartOdds創業者のマシュー・ベンハム がBees Unitedからクラブを買収した。2012-13シーズンは昇格プレーオフに敗れEFLチャンピオンシップへの昇格はならなかったが、2013-14シーズンにEFLリーグ1で2位になり自動昇格を果たした。チャンピオンシップ昇格1年目の2014-15シーズンはリーグ5位で昇格プレーオフに進出したもののミドルスブラFCに敗れた。それ以降も毎年11位以上の順位でシーズンを終えている。
ベンハムは統計分析の手法をクラブ運営に持ち込んでクラブの躍進をもたらした。このことからサッカー版マネー・ボールと言われることもあったが、ベンハム自身はその見方を否定している。また、ベンハムは2014年にデンマークのFCミッティランの経営権も取得しており、2015年6月にミッティラン会長のラスムス・アンカーセンをブレントフォードのフットボールダイレクターに任命した。
重大な経営判断として2016年にクラブは年間200万ポンドの運営費がかかるアカデミーを廃止し、代わりにBチームを創設した。サッカークラブが密集しているロンドンを本拠としているために競合が激しく、トップチームの選手を育成するのに投資に見合った効果が期待できないためとしている。その代わりに他のクラブのアカデミーから放出される17～20歳の若手選手の獲得に照準を絞ることにした。
2020-21シーズンはEFLチャンピオンシップで3位に入り、更に昇格プレーオフでAFCボーンマス、スウォンジー・シティAFCを下し、旧1部リーグでは1946-47シーズン以来74年ぶり、プレミアリーグでは初の昇格を果たした。
2021-22シーズンのプレミアリーグの開幕試合となったホームでのアーセナル戦を2-0で制し、クラブ史上初のプレミア勝利を飾った。同じ年に上位で昇格したノリッジ・シティとワトフォードが1年で降格する中、13位で残留を果たす。
2022-23シーズンは更に順位を上げ初の一桁順位（9位）で終える。優勝したマンチェスター・シティに対してリーグで唯一シーズンダブルを達成した。
2023-24シーズンは降格圏に13ポイント差をつけ楽に残留したものの、16位と低迷した。

### スタジアム
1904年から、1世紀以上に渡ってグリフィン・パークを使用していた。現在の収容人数は12,763人。グリフィン・パークはイングランドで唯一、4つの角全てにパブがあるスタジアムである。
また、グリフィン・パークに代わる新スタジアムブレントフォード・コミュニティ・スタジアムが建設。2018年4月に着工し、2020年9月より供用開始した。新スタジアムはブレントフォードFCの他にラグビーユニオンのロンドン・アイリッシュも使用する。

### その他
- 歌手のロッド・スチュワートが若い頃選手として在籍していた。
- 2004-05シーズンには1998年ワールドカップの日本対ジャマイカ戦でゴールを入れた、ディオン・バートンが在籍していた。
- ヒースロー空港に比較的近いため、飛行機を対象にスタジアムの屋根の裏にはQatar Airwaysの宣伝がプリントされている。
- 選手入場時にはイギリスを代表する音楽グループ、ビートルズのヒット曲である「ヘイ・ジュード」が流れ、観客らがそれに合わせて歌う。
- 2024年3月27日のウクライナ戦でイングランド代表デビューしたイヴァン・トニーは、ブレントフォード所属選手として初めて代表でゴールを決めた。

## クラブ各種記録
リーグ最高順位
- 5位 フットボールリーグ・ファーストディヴィジョン(現プレミアリーグ) 1935-1936

一試合最多観客動員数
- 38,678人 vs レスター・シティ 1949.2.26

一試合最多得点勝利試合
- 9-0 vs レクサム フットボールリーグ・サードディヴィジョン 1963.9.15

一試合最多失点敗戦試合
- 0-7 vs ピーターバラ・ユナイテッド フットボールリーグ2 2007.12.27

## タイトル

### 国内タイトル
- フットボールリーグ・セカンドディヴィジョン:1回

1934-1935
- フットボールリーグ・サードディヴィジョン:1回

1991-1992
- フットボールリーグ・サードディヴィジョン・サウス:1回

1932-1933
- フットボールリーグ・フォースディヴィジョン:3回

1962-1963, 1998-1999, 2008-2009
- ロンドン・ワー・カップ:1回

1941-1942

### 国際タイトル
- なし

## 過去の成績
| シーズン | リーグ戦            | リーグ戦 | リーグ戦 | リーグ戦 | リーグ戦 | リーグ戦 | リーグ戦 | リーグ戦 | リーグ戦 | カップ戦  | リーグ杯     | 欧州カップ / その他 | 欧州カップ / その他 | 最多得点者                                  | 最多得点者 |
| シーズン | ディビジョン        | 試       | 勝       | 分       | 敗       | 得       | 失       | 点       | 順位     | カップ戦  | リーグ杯     | 欧州カップ / その他 | 欧州カップ / その他 | 選手                                        | 得点数     |
| -------- | ------------------- | -------- | -------- | -------- | -------- | -------- | -------- | -------- | -------- | --------- | ------------ | ------------------- | ------------------- | ------------------------------------------- | ---------- |
| 2004-05  | フットボールリーグ1 | 46       | 22       | 9        | 15       | 57       | 60       | 75       | 4位      | 5回戦敗退 | 1回戦敗退    | –                   | –                   | デオン・バートン イザイア・ランキン \|\| 10 |            |
| 2005-06  | フットボールリーグ1 | 46       | 20       | 16       | 10       | 72       | 52       | 76       | 3位      | 5回戦敗退 | 1回戦敗退    | –                   | –                   | ロイド・オウス                              | 14         |
| 2006-07  | フットボールリーグ1 | 46       | 8        | 13       | 25       | 40       | 79       | 37       | 24位     | 1回戦敗退 | 2回戦敗退    | –                   | –                   | ジョー・クファー                            | 14         |
| 2007-08  | フットボールリーグ2 | 46       | 17       | 8        | 21       | 52       | 70       | 59       | 14位     | 1回戦敗退 | 1回戦敗退    | –                   | –                   | グレン・プール                              | 14         |
| 2008-09  | フットボールリーグ2 | 46       | 23       | 16       | 7        | 65       | 36       | 85       | 1位      | 2回戦敗退 | 1回戦敗退    | –                   | –                   | チャーリー・マクドナルド                    | 18         |
| 2009-10  | フットボールリーグ1 | 46       | 14       | 10       | 12       | 55       | 52       | 62       | 9位      | 3回戦敗退 | 1回戦敗退    | –                   | –                   | チャーリー・マクドナルド                    | 17         |
| 2010-11  | フットボールリーグ1 | 46       | 17       | 10       | 19       | 55       | 62       | 61       | 11位     | 1回戦敗退 | 4回戦敗退    | –                   | –                   | ゲイリー・アレクサンダー                    | 12         |
| 2011-12  | フットボールリーグ1 | 46       | 18       | 13       | 15       | 63       | 51       | 67       | 9位      | 2回戦敗退 | 1回戦敗退    | –                   | –                   | ゲイリー・アレクサンダー                    | 14         |
| 2012-13  | フットボールリーグ1 | 46       | 21       | 16       | 9        | 62       | 47       | 79       | 3位      | 4回戦敗退 | 1回戦敗退    | –                   | –                   | クレイトン・ドナルドソン                    | 24         |
| 2013-14  | フットボールリーグ1 | 46       | 28       | 10       | 8        | 72       | 43       | 94       | 2位      | 2回戦敗退 | 2回戦敗退    | –                   | –                   | クレイトン・ドナルドソン                    | 18         |
| 2014-15  | チャンピオンシップ  | 46       | 23       | 9        | 14       | 78       | 59       | 78       | 5位      | 3回戦敗退 | 2回戦敗退    | –                   | –                   | アンドレ・グレイ                            | 18         |
| 2015-16  | チャンピオンシップ  | 46       | 19       | 8        | 19       | 72       | 67       | 65       | 9位      | 3回戦敗退 | 1回戦敗退    | –                   | –                   | アラン・ジャッジ ラッセ・ヴィベ             | 14         |
| 2016-17  | チャンピオンシップ  | 46       | 18       | 10       | 18       | 75       | 65       | 64       | 10位     | 4回戦敗退 | 1回戦敗退    | –                   | –                   | ラッセ・ヴィベ                              | 16         |
| 2017-18  | チャンピオンシップ  | 46       | 18       | 15       | 13       | 62       | 52       | 69       | 9位      | 3回戦敗退 | 3回戦敗退    | –                   | –                   | ニール・モペイ                              | 12         |
| 2018-19  | チャンピオンシップ  | 46       | 17       | 13       | 16       | 73       | 59       | 64       | 11位     | 5回戦敗退 | 3回戦敗退    | –                   | –                   | ニール・モペイ                              | 28         |
| 2019-20  | チャンピオンシップ  | 46       | 24       | 9        | 13       | 80       | 38       | 81       | 3位      | 4回戦敗退 | 1回戦敗退    | –                   | –                   | オリー・ワトキンス                          | 25         |
| 2020-21  | チャンピオンシップ  | 46       | 24       | 15       | 7        | 79       | 42       | 87       | 3位      | 4回戦敗退 | 準決勝敗退   | –                   | –                   | イヴァン・トニー                            | 31         |
| 2021-22  | プレミアリーグ      | 38       | 13       | 7        | 18       | 48       | 56       | 46       | 13位     | 4回戦敗退 | 準々決勝敗退 | –                   | –                   | イヴァン・トニー                            | 12         |
| 2022-23  | プレミアリーグ      | 38       | 15       | 14       | 9        | 58       | 46       | 59       | 9位      | 3回戦敗退 | 3回戦敗退    | –                   | –                   | イヴァン・トニー                            | 20         |
| 2023-24  | プレミアリーグ      | 38       | 10       | 9        | 19       | 56       | 65       | 39       | 16位     | 3回戦敗退 | 3回戦敗退    | –                   | –                   | ヨアヌ・ウィサ                              | 12         |
| 2024-25  | プレミアリーグ      | 38       |          |          |          |          |          |          | 位       |           |              | –                   | –                   | 不明の旗                                    |            |

## 現所属メンバー
プレミアリーグ 2023-24シーズン 基本フォーメーション（4-3-3）
2024年4月22日現在
注：選手の国籍表記はFIFAの定めた代表資格ルールに基づく。
| No. | Pos. |                  | 選手名                       |
| --- | ---- | ---------------- | ---------------------------- |
| 1   | GK   | アイルランド     | クィービーン・ケレハー       |
| 2   | DF   | スコットランド   | アーロン・ヒッキー           |
| 3   | DF   | イングランド     | リコ・ヘンリー               |
| 4   | DF   | オランダ         | セップ・ファン・デン・ベルフ |
| 5   | DF   | ジャマイカ       | イーサン・ピノック ()        |
| 6   | MF   | イングランド     | ジョーダン・ヘンダーソン     |
| 7   | FW   | ドイツ           | ケヴィン・シャーデ ()        |
| 8   | MF   | デンマーク       | マティアス・イェンセン       |
| 9   | FW   | ブラジル         | イゴール・チアゴ             |
| 11  | FW   | コンゴ民主共和国 | ヨアヌ・ウィサ ()            |
| 12  | GK   | アイスランド     | ハコン・バルディマルソン     |
| 13  | GK   | イングランド     | マシュー・コックス           |
| 14  | MF   | ポルトガル       | ファビオ・カルヴァーリョ     |
| 15  | MF   | ナイジェリア     | フランク・オニェカ           |
| 17  | MF   | オランダ         | アントニ・ミランボ           |
| 18  | MF   | ウクライナ       | イェホル・ヤルモリュク       |

| No. | Pos. |                | 選手名                   |
| --- | ---- | -------------- | ------------------------ |
| 20  | DF   | ノルウェー     | クリストフェル・アイェル |
| 21  | DF   | イングランド   | ジェイデン・メゴマ       |
| 22  | DF   | アイルランド   | ネイサン・コリンズ ()    |
| 23  | FW   | イングランド   | キーン・ルイス＝ポッター |
| 24  | MF   | デンマーク     | ミッケル・ダムスゴー     |
| 25  | FW   | ジャマイカ     | マイルズ・パート＝ハリス |
| 26  | MF   | トルコ         | ユヌス・エムレ・コナク   |
| 27  | MF   | ドイツ         | ヴィタリー・ヤネルト     |
| 30  | DF   | デンマーク     | マッツ・ルアスレウ       |
| 32  | MF   | イングランド   | パリス・マゴーマ         |
| 33  | DF   | イタリア       | マイケル・カヨーデ       |
| 39  | FW   | ブラジル       | グスタヴォ・ヌネス       |
| 43  | DF   | イングランド   | ベンジャミン・アーサー   |
| --  | GK   | イングランド   | エラリー・バルコム       |
| --  | GK   | アメリカ合衆国 | ジュリアン・アイストーン |
| --  | FW   | イングランド   | ロメッレ・ドノヴァン     |

※括弧内の国旗はその他保有国籍、もしくは市民権を示す。
監督
- キース・アンドリュース

### ローン移籍選手
in
注：選手の国籍表記はFIFAの定めた代表資格ルールに基づく。
| No. | Pos. |  | 選手名 |
| --- | ---- |  | ------ |

out
注：選手の国籍表記はFIFAの定めた代表資格ルールに基づく。
| No. | Pos. |          | 選手名                            |
| --- | ---- | -------- | --------------------------------- |
| --  | DF   | 大韓民国 | キム・ジス (カイザースラウテルン) |

| No. | Pos. |              | 選手名                            |
| --- | ---- | ------------ | --------------------------------- |
| --  | MF   | イングランド | ライアン・トレヴィット (ウィガン) |

## 歴代監督
- スティーブ・ペリマン 1987-1990
- テリー・ブッチャー 2007
- アンディー・スコット 2007-2011
- ウーヴェ・レスラー 2011-2013
- アラン・カーナハン (暫定監督) 2013
- マーク・ウォーバートン 2013-2015
- マリヌス・ダイクハイゼン 2015.6.1-2015.9.28
- リー・カーズリー (暫定監督) 2015.9.28-2015.11.30
- ディーン・スミス 2015.11.30-2018.10.10
- トーマス・フランク 2018.10.16-

## 歴代所属選手
- DF
  -  ロン・グリーンウッド (1949-52)

- MF
  -  クリスティアン・エリクセン (2022)
  -  ライアン・ウッズ 2015-2019

- FW
  -  オリー・ワトキンス (2017-2020)

## 提携クラブ
- 1.デリド・カルラ[13]
- UMFセルフォス[13]
- グル・ユナイテッドFC[14]
- FCミッティラン[15]
- ロンドン・タイガーズFC[16]